# エリザベート・ウルマン
エリザベート・ウルマン（Elisabeth Ullmann, 1952年4月20日 - ）は、オーストリア出身のオルガン奏者。

## 経歴
ツヴェットルの生まれ。ミヒャエル・ラドゥレスク、アロイス・フォラー、アントン・ハイラー、マリー＝クレール・アラン、ハラルド・フォーゲルの各氏にオルガン奏法を教わる。1976年ライプツィヒのバッハ国際音楽コンクールのオルガン部門、1978年リンツのブルックナー国際オルガン・コンクールのそれぞれで優勝を果たす。1979年からザルツブルク・モーツァルテウム大学のオルガン科で教鞭をとる。